# Chapelle Saint-Brice d'Hausgauen
La chapelle d'Hausgauen est un monument historique situé à Hausgauen, dans le département français du Haut-Rhin.

## Localisation
Ce bâtiment est situé route de Schwoben à Hausgauen.

## Historique
L'édifice fait l'objet d'une inscription au titre des monuments historiques depuis 2015.